# تارسم سینگ
تارسم سینگ (پنجابی: ਤਰਸੇਮ ਸਿੰਘ ਧੰਦ੍ਵਾਰ؛ زادهٔ ۲۶ مهٔ ۱۹۶۱) یک کارگردان و تهیه‌کننده اهل هند است. وی از سال ۱۹۹۰ میلادی تاکنون مشغول فعالیت بوده‌است.
تارسم در جلندر، ایالت پنجاب (هند)، در خانواده‌ای از سیک‌های پنجابی‌ها متولد شد. پدرش مهندس هواپیما بود. او در مدرسه بیشاپ کاتن در شیملا، کالج هانس راج در دهلی تحصیل کرد، و فارغ‌التحصیل کالج طراحی آرت‌سنتر مرکز هنر در پاسادنا، کالیفرنیا است. همکلاسی‌های سینگ شامل کارگردانان آینده سینما، مایکل بی و زک اسنایدر بودند. سینگ همچنین در فیلم‌های دانشجویی بی و اسنایدر بازی کرد.

## فیلم‌شناسی

#### آثار کارگردانی در سینما
- سلول (۲۰۰۰)
- سقوط (۲۰۰۶)
- فنا ناپذیران (۲۰۱۱)
- ای آینه ای آینه (۲۰۱۲)
- بیخود از خود (۲۰۱۵)
- شهر زمردی (۲۰۱۷)
- جاسی عزیز (۲۰۲۳)